# 독수리자리 감마
독수리자리 감마(γ Aql, γ Aquilae)는 독수리자리에 있는 별로 지구에서 461광년 떨어져 있다. 예전부터 부르던 이름으로 타라자드(Tarazad)가 있는데, 이는 '저울대'라는 의미이다.
감마는 겉보기 등급이 2.72이며, 분광형은 K3인 황색거성이다. 감마의 시지름은 0.0075초각으로, 여기서 도출한 감마의 반지름은 대략 0.5AU 정도로 수성을 삼킬 정도의 크기이다.

## 위치
아래 그림을 보면 독수리자리 감마의 위치를 알 수 있다.

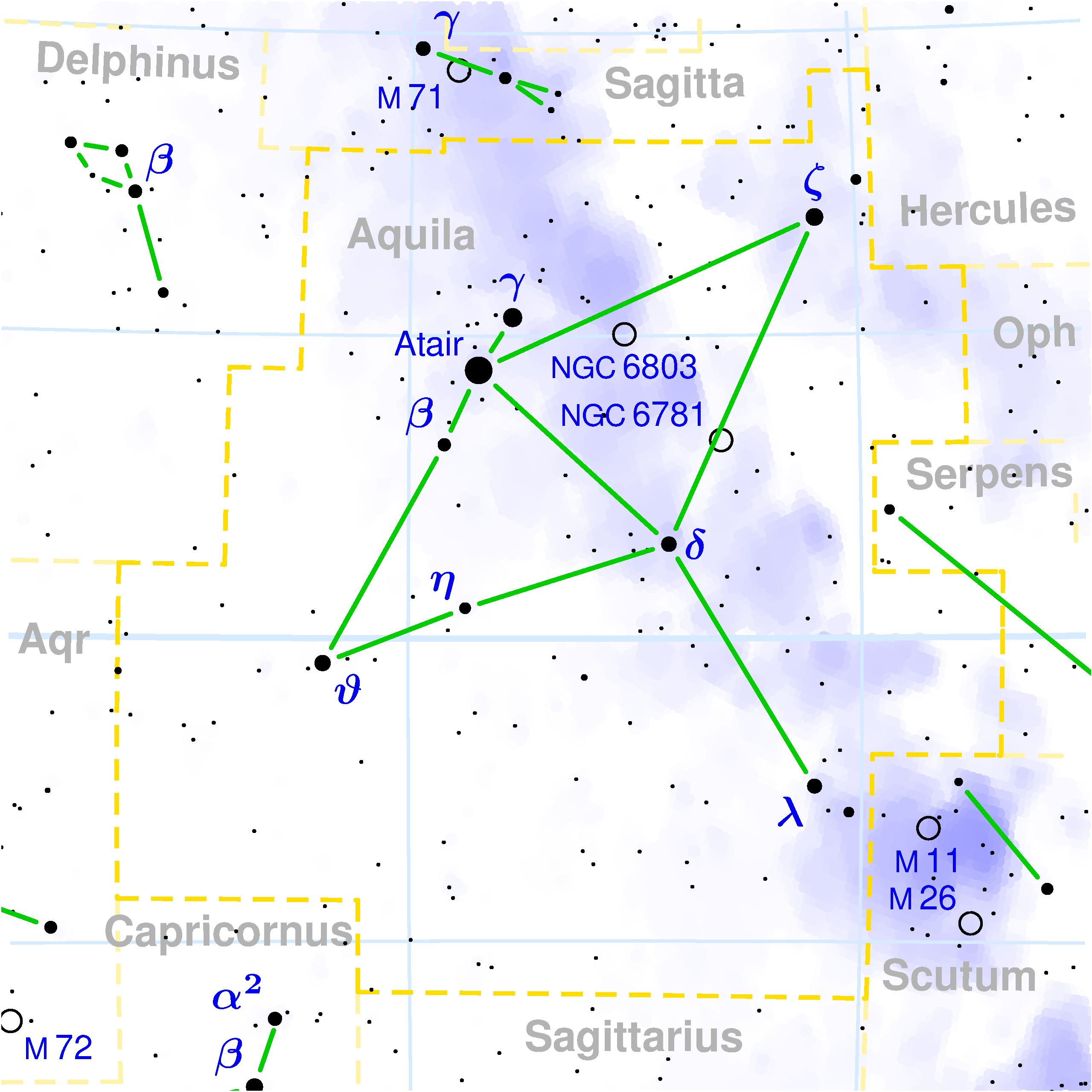